# مدار ایستا
در مکانیک سماوی، مدار ایستا (انگلیسی: Stationary orbit) مداری به دور یک سیاره یا یک قمر است که ماهواره یا فضاپیمای در حال گردش، بر روی همان نقطه روی سطح باقی می‌ماند. از روی زمین، به نظر می‌رسد که ماهواره هر روز بدون حرکت و معلق در بالای سطح در همان نقطه ایستاده است.
در کاربرد عملی، این نوع گردش با تطبیق چرخش سطح زیرین و با رسیدن به یک ارتفاع خاص که در آن سرعت مدار تقریباً با چرخش سطح زیرین در مدار استوایی مطابقت دارد، انجام می‌شود. با کاهش‌یافتن آرام سرعت، یک تقویت اضافی برای افزایش سرعت به سرعت تطبیق مورد نیاز است. در مواقع سرعت بسیار زیاد نیز یک موشک ترمزی می‌تواند برای کاهش سرعت شلیک شود.
ناحیه مدار ایستای فضا به کمربند کلارک معروف است که به نام آرتور سی. کلارک نویسنده بریتانیایی آثار علمی تخیلی نام‌گذاری شده است که این ایده را در مجله دنیای الکترونیک در سال ۱۹۴۵ منتشر کرد. مدار ایستا گاهی با عنوان «مدار ثابت» نیز نامیده می‌شود.